# Rughidia cordatum
Rughidia cordatum es una especie de plantas fanerógamas perteneciente a la familia Apiaceae. 
Es un  endemismo de Socotra en Yemen.
Su hábitat natural son los bosques subtropicales o tropicales.

## Descripción
Es una especie localmente común en la sombra del bosque húmedo. Se encuentra a una altitud de 500-1,200 metros en Socotra. Balfour colocó esta especie bajo el género Peucedanum pero comentó que dentro del género no era habitual a causa de sus hojas peculiarmente disecadas y frutas de base cordada. Recientemente estudios moleculares han demostrado que no guardan relación con otras especies en Peudedanum sino más estrechamente relacionada con la recién descrita Rughidia milleri. 
Sinonimia
- Peucedanum cordatum Balf.f.